# 安帕拉法拉武拉區
17°35′00″S 48°13′00″E / 17.5833°S 48.2167°E
安帕拉法拉武拉區，是馬達加斯加的行政區，位於該國東部，由阿拉奧特拉-曼古羅區負責管轄，首府設於安帕拉法拉武拉，面積3,815平方公里，2011年人口253,579，人口密度每平方公里66人。